# 二氯乙酰氯
二氯乙酰氯（缩写：DCAC）是一种有机化合物，化学式为CHCl2COCl，属于二氯乙酸的酰氯衍生物。其性状为无色液体，可用于酰化反应。

## 制备
和其它酰氯不同，二氯乙酰氯无法通过相应的羧酸制备。工业路线包括了1,1,2-三氯乙烷的氧化和五氯乙烷的水解，以及氯仿的羧基化反应：
CHCl2CH2Cl  +  O2   →   CHCl2COCl  +  H2O
CHCl2CCl3  +  H2O   →   CHCl2COCl  +  2 HCl
CHCl3  +  CO2   →   CHCl2COCl  +  1/2 O2
三氯乙烯氧化法也能得到二氯乙酰氯，并产生三氯乙醛、光气、氯化氢等副产物。以过氧化物为催化剂，可以得到91～93 mol%的二氯乙酰氯；若用路易斯酸为催化剂，主产物变成了氯醛。紫外线也能催化该反应，生成二氯乙酰氯。
2 CCl2=CHCl + O2 —UV,cat.→ 2 Cl2CHCOCl

## 性质
二氯乙酰氯具有酰氯的通性，如和甲醇发生酯化反应：
Cl2CHCOCl + CH3OH → Cl2CHCOOCH3 + HCl↑

## 应用
二氯乙酰氯可以用于合成乙烯基类有机磷杀虫剂（如杀虫威、毒虫威等）、除草剂、杀菌剂、抗生素（如氯霉素）等。其进一步氯化可以得到三氯乙酰氯。
二氯乙酰氯发生水解可以得到二氯乙酸，该化合物是一种抗生素氯霉素的原料之一。

## 危险性
二氯乙酰氯有腐蚀性，可以引起严重的皮肤和眼睛灼伤；遇水分解，对水生生物有较大的毒性。遇明火释放出一氧化碳、二氧化碳和氯化氢。